# Петрашёвка (Полтавская область)
Петрашёвка (укр. Петрашівка, до 2016 г. — Ульяновка) — село,
Руновщинский сельский совет,
Полтавский район,
Полтавская область,
Украина.
Код КОАТУУ — 5324084614. Население по переписи 2001 года составляло 169 человек.

## Географическое положение
Село Петрашёвка находится на правом берегу реки Свинковка,
выше по течению на расстоянии в 0,5 км расположено село Фисуны,
ниже по течению на расстоянии в 2,5 км расположено село Руновщина,
на противоположном берегу — село Глобы.